# Afrogarypus basilewskyi
Afrogarypus basilewskyi es una especie de arácnido del orden Pseudoscorpionida de la familia Geogarypidae.

## Distribución geográfica
Se encuentra en Tanzania y Kenia.